# 土居健郎
土居健郎（日语：／ Doi Takeo，1920年3月17日—2009年7月5日）是日本精神病学医师、精神分析学家、东京大学名誉教授、圣路加国际医院诊疗顾问。知名著作有《“撒娇”的构造》，土居健郎在此书中详细剖析了日本的“撒娇”（日語：甘え）文化。